# Bandethimmalapura, Challakere
Bandethimmalapura là một làng thuộc tehsil Challakere, huyện Chitradurga, bang Karnataka, Ấn Độ.